# Темура (трактат)
«Темура», также «Тмура» (др.-евр. תמורה‬, temurah — букв. «замена», в данном случае в значении «животное, предназначенное на замену», в Синодальном переводе Библии это переведено словом «замен») — трактат в Мишне, Тосефте и Вавилонском Талмуде, в разделе «Кодашим» («Святыни»). Трактат посвящён различным проблемным ситуациям, которые могут возникнуть при посвящении животных для жертвоприношений.

## Предмет рассмотрения
Согласно Моисееву закону, животное, предназначенное для жертвоприношения, получает с этого момента статус святости и не подлежит замене, но если замену всё же произвели, то статусом святости обладают оба животных — и заменённое, и заменившее (последнее, собственно, и называется «темура»):

Всё, что дано Господу, должно быть свято: не должно выменивать его и заменять хорошее худым, или худое хорошим; если же станет кто заменять скотину скотиною, то и она и замен ее будет святынею.
— Лев. 27:9, 10
Исходя из этого, с посвящёнными в жертву животными возможны другие проблемные ситуации, не связанные с запрещёнными действиями. Животное может потеряться; также могут потеряться отложенные на покупку жертвенного животного деньги. Если животное предназначено в искупительную жертву — хатат или ашам, то может умереть его хозяин, и жертвоприношение станет невозможным. Помимо этого существует ограничение на происхождение денег, предназначенных на покупку жертвенного животного:

Не вноси платы блудницы и цены пса в дом Господа Бога твоего ни по какому обету.
— Втор. 23:18
Разрешение проблемных ситуаций такого рода является предметом рассмотрения в данном трактате.

## Содержание
Трактат «Темура» в Мишне состоит из 7 глав и 35 параграфов.
- Глава первая трактует о сфере действия библейского запрета замены жертвенных животных. Определяется, в каких случаях попытка заменить жертвенное животное вызывает указанные в Торе последствия, а в каких ничтожна. В первом случае заменивший считается нарушителем запрета, и заменяющее животное становится такой же святыней, как и заменяемое. Во втором случае запрет не считается нарушенным и попытка замены последствий не имеет; это происходит, например, если кто-то хочет заменить жертвенную птицу или животное, предназначенное для общественного жертвоприношения.
- Глава вторая сравнивает статус животных, предназначенных для разных видов жертвоприношений.
- Глава третья рассматривает статус темуры и приплода жертвенных животных.
- Глава четвёртая разбирает проблемные ситуации, которые могут возникнуть с животными, отделёнными для искупительной жертвы — «хатат».
- Глава пятая описывает возможные формулировки посвящения животного в жертву, при которых может получиться запрещённая замена. Описывается также посвящение в жертву нерождённых животных (приплода).
- Глава шестая рассматривает, в каких случаях животное может стать негодным для жертвоприношения. Непригодны: животные, посвящённые для идолослужения, приобретённые за плату блудницы, обменянные на собаку, имеющие смертельные повреждения и т. д.
- Глава седьмая сравнивает святыни разных видов и разбирает, в каких случаях они могут подлежать погребению или сожжению.[1]